# Antonio de Zulueta
Antonio de Zulueta y Escolano (Barcelona, 7 de marzo de 1885-Madrid, 31 de enero de 1971), conocido como  Antonio de Zulueta, fue un biólogo, pionero de la investigación genética en España, y un traductor. Investigó la herencia biológica en el coleóptero Phytodecta variabilis (Gonioctena variabilis) descubriendo la existencia de genes en el cromosoma Y de dicho insecto y por tanto que la herencia genética estaba unida al sexo. Fue traductor de grandes obras de biología, entre otras, la reeditada y mejor traducción de la sexta edición del libro de Charles Darwin El origen de las especies (Madrid, 1921). La guerra civil española truncó su prometedora carrera. Su familia donó en el año 2000 su Archivo a la Residencia de Estudiantes.

## Biografía
Hijo de Juan Antonio de Zulueta, nacido en Cuba, y Dolores Escolano, fue el menor de seis hermanos. En la Ciudad Condal estudió con los jesuitas. Cursó después la licenciatura en Ciencias Naturales en Madrid y Barcelona. Fue pensionado, como otros alumnos, por la Junta para Ampliación de Estudios para llevar a cabo trabajos de campo -que realizó en la Estación de Biología Marítima de Santander-. Sus estudios los simultaneó entre 1907 y 1910 con estancias en la Sorbona y el Instituto Robert Koch de Berlín. Desde diciembre de 1910 hasta abril de 1911 estudió, bajo la tutela de Max Hartmann, en el Institut für Infektions-Krankheiten de Berlín, la reproducción del protozoo ciliado Nytothemus baltarum. Se doctoró con una tesis en zoología y fue nombrado en 1911 conservador interino de la Sección de Osteozoología del Museo de Ciencias Naturales de Madrid. 
Desde 1907 el museo dependía de la Junta para Ampliación de Estudios, por lo que impartió un «Curso práctico de biología» para la formación de alumnos en técnicas citológicas y embriológicas. Este curso fue el germen del Laboratorio de Biología del Museo de Ciencias Naturales. La Jefatura del laboratorio fue desempeñada por Antonio Zulueta desde la fecha de su creación en 1913 -con un paréntesis debido a la depuración que sufrió tras el fin de la guerra- hasta su muerte en 1971. Su programa de investigación en el laboratorio contribuyó, de forma relevante, a la consolidación del evolucionismo en España.
Su labor de divulgación de las teorías evolucionistas en los años veinte incluyó, además de la mencionada traducción de El origen de las especies, la de diversas obras de referencia de académicos como William Berryman Scott o Thomas Hunt Morgan. Estas traducciones fueron criticadas desde la revista Razón y Fe, editada por los jesuitas, desde la cual el profesor de la Universidad Pontificia de Comillas Miguel Gutiérrez tachaba la labor de Zulueta de «pura propaganda evolucionista» y calificaba la obra magna de Darwin de anticuada y pasada de moda.
Antonio de Zulueta y José Fernández Nonídez introdujeron la obra de Gregor Mendel y la genética en España. Zulueta fue ayudante de la cátedra de Histología de la Facultad de Ciencias y ocuparía, en 1933, la primera Cátedra de Genética creada en el país.[cita requerida]

### Aporte científico
Zulueta trabajaba en un laboratorio de la Residencia de Estudiantes con insectos procedentes de la Dehesa de la Villa. Allí realizó el descubrimiento más importante de genética española de la primera mitad de siglo XX.[cita requerida]
En el año 1925 aparece publicado en el tomo I de Eos Revista Española de Entomología el artículo de Zulueta La herencia ligada al sexo en el coleóptero Phytodecta variabilis (Ol.).[cita requerida]
El aporte de Zulueta probaba la presencia de genes dominantes en el cromosoma Y, -propio de los machos-, el cual se había considerado que no aportaba información ya que sólo tenía genes recesivos que no llegaban a manifestarse. Morgan, autor de la teoría cromosómica de la herencia, reconoció la aportación de Zulueta, citándole en un artículo recopilatorio de 1926. Otros autores también reconocieron la importancia de la aportación de Zulueta. Después de ese importante éxito, Antonio de Zulueta viajó a los Estados Unidos en 1930 para aprender nuevas técnicas de identificación genética, participando en distintos congresos y reuniones científicas.[cita requerida]

### Depuración en la universidad y fin de sus estudios científicos
La Guerra Civil lastró el desarrollo de la carrera científica de Antonio de Zulueta. En la postguerra sufrió la depuración, al ser acusado desde la misma Universidad de Madrid de antiespañolidad, ya que, además de su afiliación a Izquierda Republicana, se le acusaba de ir a la zona roja en 1936. Después de asistir en París a un Congreso en el verano de 1936, volvió a Madrid, donde se encontraban su mujer y sus cuatro hijos.[cita requerida]
Acabada la guerra en 1939, Zulueta sufrió el exilio interior de los que quedaron en España. Decidió no exiliarse, a diferencia de su hermano Luis de Zulueta pero sin ninguna duda fue condenado al ostracismo. Fue inhabilitado por sus ideas republicanas para ejercer cargos directivos, estuvo unos años sin poder volver al laboratorio, que ya nunca recuperaría su actividad, y sin recibir el sueldo que le correspondía hasta que de nuevo pudo incorporarse. Posiblemente la causa más profunda de su depuración y castigo fuera el que su hermano Luis hubiera sido ministro de Estado con Manuel Azaña durante la II República y también embajador de España en Berlín y ante la Santa Sede quien, después de terminada la Guerra Civil, tuvo que exiliarse a Colombia y Estados Unidos.[cita requerida]
Recuperaría su puesto en el Laboratorio de Biología pero no el apoyo necesario para reanudar sus investigaciones ni el ímpetu de los años de formación e investigación anteriores a la guerra.[cita requerida]

### Fallecimiento
Antonio de Zulueta falleció en 1971. Su fallecimiento fue silenciado por instituciones y revistas científicas. Su necrológica, escrita por su discípulo Fernando Galán Gutiérrez (1908-1999), se publicó en el Boletín de la Real Sociedad Española de Historia Natural en el año 1987, dieciséis años después de su muerte. Escribe Fernando Galán que Antonio Zulueta fue un hombre de ciencia español «cuyo auténtico mérito sobrepasa muchísimo al reconocimiento público que de él se ha hecho».

## Obras de Antonio de Zulueta
- 1922 - El mundo de los insectos, Madrid, Espasa-Calpe, 1922.
- 1925 - La herencia ligada al sexo en el coleóptero Phytodecta variabilis (Ol.). Tomo I, Eos Revista Española de Entomología, págs. 203 a 229.
- 1928 - Estado actual de la teoría de la evolución, Madrid: Revista de Pedagogía, 1928.

## Obra traducida por Antonio de Zulueta
La traducción de Antonio de Zulueta de El origen de las especies (obra escrita por Charles Darwin y publicada por primera vez en 1859) de 1921, sigue siendo la más difundida y publicada en los países donde se habla español. Fue la segunda traducción directa al español de la sexta edición inglesa; la primera traducción al español, también de la sexta edición, la realizó, en vida de Charles Darwin, Enrique Godínez y fue publicada en el año 1877. 
- 1920 – Scott, William B., La teoría de la evolución y las pruebas en que se funda
- 1921 - Charles Darwin. El origen de las especies por medio de la selección natural, Buenos Aires, Espasa-Calpe, Primera edición, 3 Volúmenes. (disponible en Wikisource)
- 1921 – Morgan , Thomas Hunt. Evolución y Mendelismo , crítica de la teoría de la evolución, Madrid, Calpe.
- 1922 – Newmann, Horatio Hawckett, Biología de los gemelos
- 1931 – Eikenberry, W.L.; Waldro, R. A. Biología pedagógica